# Троїцьке (Кам'янський район)
Тро́їцьке — село в Україні, у Кам'янському районі Дніпропетровської області. Колишні назви — Калинівка, Балабанівка.
Входить до складу Лихівської селищної громади. В минулому — центр Троїцької сільської ради. Населення — 400 мешканців.

## Географія
Село Троїцьке примикає до колишнього села Малі Лозки (зняте з обліку 1995 року), за 1,5 км розташоване село Золотницьке. По селу протікає пересихаючий струмок з загатою.

## Історія
За даними на 1859 рік в селі, центрі Троїцької волості Верхньодніпровського повіту Катеринославської губернії, налічувалось 20 дворових господарств, мешкала 181 особа, існувала православна церква.
Станом на 1886 рік мало 40 дворів, 211 осіб, православну церкву, школу, лавку.
1908 року населення зросло до 273 осіб (190 чоловік та 83 — жінки), налічувалось 42 дворових господарства.

## Населення

### Мова
Розподіл населення за рідною мовою за даними перепису 2001 року:
| Мова            | Відсоток |
| --------------- | -------- |
| українська      | 97,5 %   |
| російська       | 1,3 %    |
| вірменська      | 1 %      |
| інші/не вказали | 0,2 %    |

## Об'єкти соціальної сфери
- Школа.
- Амбулаторія.
- Клуб.

## Відомі особистості
В поселенні народився:
- Безус Євген Федорович (* 1943) — український дитячий письменник.